# Lélia
Lélia è un romanzo di George Sand pubblicato nel 1833 da Henri Dupuy (Parigi). Quest'opera lirica e simbolica è uno dei romanzi filosofici e femministi di George Sand. La sua protagonista, Lélia, è una donna prematuramente sfinita dalla vita, preda di dubbi metafisici. Perseguitata dall'assiduità di un giovane poeta, Sténio, non riesce ad amarlo e lo spinge involontariamente all'ateismo e al suicidio. Il romanzo ha causato uno scandalo alla sua pubblicazione. Una nuova edizione rivista e ampliata, rendendo la storia meno disperata, fu pubblicata nel 1839 da Félix Bonnaire (Parigi).
Il libro è stato tradotto in numerose lingue, ma in italiano non esistono edizioni complete.

## Riassunto della versione del 1833
Nella sua prima versione, pubblicata nel 1833, il romanzo è diviso in cinque parti.
Prima parte. La prima parte inizia con uno scambio epistolare tra un giovane poeta, Sténio, e una donna di mezza età, Lélia, le cui origini e la cui storia sono sconosciute. Sténio è animato da un amore appassionato per Lélia, che però teme e non capisce, tanto da rimanere misteriosa per lui. Lélia, nonostante la sua età, sembra già guarita da tutto. A volte è fredda, insensibile, cinica ed empia, altre volte rivela una finissima sensibilità e una vera capacità di compassione. A volte lascia sperare Sténio, a volte lo respinge, ma non gli ha mai concesso i suoi favori e lui difficilmente osa toccarle la mano. Ben presto, Sténio inizia a vedere Lélia regolarmente in compagnia di un uomo di mezza età, Trenmor, che gli ispira paura per il suo aspetto pallido e anche più insensibile di Lélia; il giovane poeta non nasconde la sua gelosia. Lélia respinge questa gelosia come irrilevante e racconta a Sténio, nelle sue lettere, la storia di Trenmor, un uomo la cui vita e il cui onore sono stati rovinati dalla passione per il gioco d'azzardo. Sténio e Trenmor si conoscono e la gelosia del primo si calma un po'. Lélia corrisponde anche a Trenmor, che gli consiglia di risparmiare e amare Sténio perché rischia di ucciderlo a forza di insensibilità. Lei rimane scettica, ma durante una passeggiata con Sténio lo copre di baci prima di allontanarlo improvvisamente, cosa che sconvolge il poeta dalla salute fragile. Qualche tempo dopo, Lélia prende il colera. Il medico che dovrebbe curarla si rivela molto scettico sul potere della medicina e consiglia di non fare nulla. Viene convocato un prete, Magnus, che scopre di aver già visto più volte Lélia durante i suoi sermoni e di cui è follemente innamorato. Lo confessa dopo lunghe esitazioni e se ne va, convinto che la sua morte sia inevitabile.

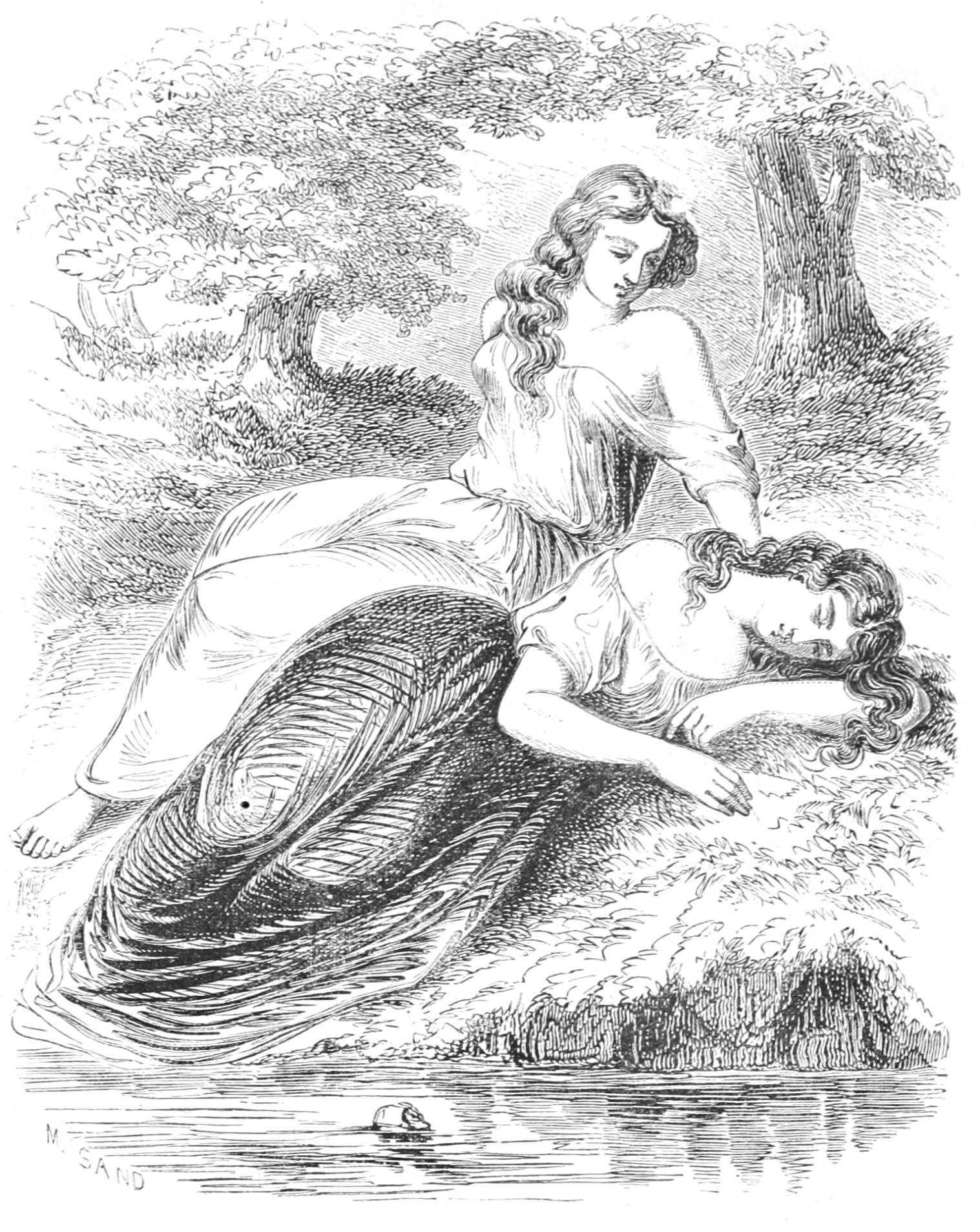
"E ti ho contemplato con singolare curiosità", illustrazione di Maurice Sand per Lélia in una ristampa del 1867.

Seconda parte. Sténio cammina in montagna e lì incontra il prete Magnus, reso pazzo dall'impossibile amore per Lélia. Magnus è convinto che sia morta mentre è sopravvissuta. Sténio continua a corrispondere con Lélia. Hanno ampie discussioni su Dio e sul futuro dell'umanità: Lélia sviluppa una filosofia pessimistica secondo la quale l'umanità corre alla propria perdita, mentre Sténio difende l'idea di un possibile progresso e di una Provvidenza. Una passeggiata di Lélia e Sténio in montagna è occasione di una conversazione sugli stessi argomenti, dove Sténio non riesce a distogliere Lélia dal suo scetticismo. Sténio finisce per partire, lasciando sola Lélia che scrive a Trenmor: vive da sola in uno chalet e cerca di dedicarsi a una vita isolata, fatta di riflessione e di sonno. Ma il suo sonno agitato e i suoi sogni dolorosi alla fine la portano a rinunciare alla solitudine. Ritorna nella cittadina di Monteverdor e partecipa ad una sontuosa festa organizzata dal Principe de' Bambucci e destinata ad un'élite di personaggi illustri e facoltosi. Lélia partecipa alla festa con discrezione e ironia. Lì sente parlare di una cortigiana che fa innamorare tutti perdutamente, Zinzolina, che altro non è che sua sorella, Pulchérie. Presto, stanca della festa, Lélia si ritira in disparte nei giardini e si lascia andare alla noia e alla disperazione. Pulchérie la trova lì e le due sorelle dialogano pacificamente. Hanno trascorso diversi anni senza vedersi a causa del disprezzo che Lélia ha mostrato a Pulchérie in passato a causa del suo modo di vivere. Lélia ora ascolta più attentamente Pulchérie, che la loda per aver scelto una vita di piacere. Pulchérie le rivela anche che ha sentito desiderio per lei durante l'adolescenza. Lélia ascolta tutto questo senza prendere in giro la sorella, ma rimane immersa nella tristezza.
Terza parte. Lélia racconta a Pulchérie la storia degli anni trascorsi dall'ultima volta che si sono viste. È passata di disillusione in disillusione, sia in senso intellettuale che religioso e amoroso. Una passione divorante per un uomo la lasciò scettica sull'amore all'età in cui avrebbe dovuto assecondarlo più volentieri. Dopo aver vagato senza meta, tentò di vivere una vita appartata tra le rovine di un'abbazia, dove fu colpita dalla vista del corpo di un monaco conservato quasi intatto in posizione di preghiera dal salnitro e dalle erbe che crescevano nell'edificio. Rimase lì per diversi mesi da sola, meditando su Dio e cercando una forma di purezza. Ma la sua determinazione si affievolì a poco a poco sotto la pressione dei suoi desideri. Durante una tempesta che devastava il monastero, si convinse che Dio la cacciava a causa di un voto di pietà e clausura troppo ambizioso, appena inciso su un muro. Mentre le rovine si sgretolavano, stava per lasciarsi schiacciare dalle pietre che cadevano, quando un giovane sacerdote la salvò: Magnus. Lélia ha poi mantenuto una relazione ambigua con Magnus, giocando con i suoi sentimenti: lo ha fatto innamorare di lei prima di costringerlo a reprimere ciò che provava, essendo sempre molto fredda con lui in apparenza. Ha poi finito per esitare ad amarlo, ma si è astenuta dal farlo, grazie o a causa del controllo molto fermo che aveva acquisito su di sé. Da allora ha vissuto una vita vaga, fatta di fantasia e capricci, ma sente solo una profonda noia ed è diventata incapace di amare.

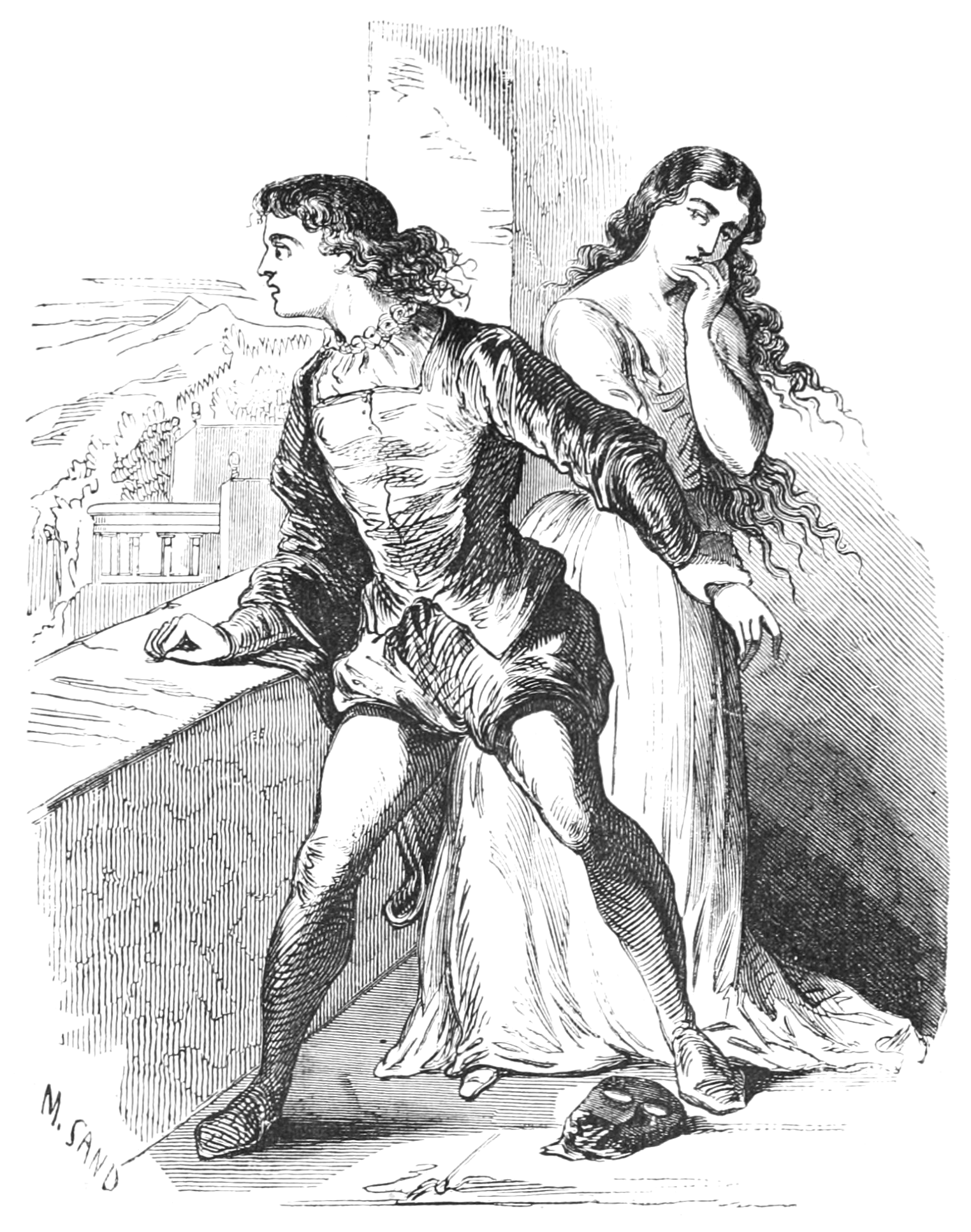
"Questa è davvero Lelia! esclamò", illustrazione di Maurice Sand per Lélia in una ristampa del 1867.

Quarta parte. Pulchérie cerca di consolare Lélia convincendola a provare anche una vita di piacere. Entrambe indossano un domino blu uguale e si mescolano alla folla, ma Lélia non sopporta a lungo le avance degli ospiti che considera volgari e puzzolenti. Pulchérie conduce quindi Lélia in un padiglione del parco del principe de' Bambucci riservato alle coppie di innamorati mascherati che vi si incontrano con discrezione: Lélia vi trova il poeta Sténio, prostrato in un angolo. Sténio respinge Pulchérie, sempre follemente innamorato di Lélia. Lélia poi si presenta e, come sua sorella l'ha invitata a fare, cerca di amare Sténio. Ma non riesce a rispondere alle sue avance quando lui vuole fare l'amore con lei e lo respinge. Sténio, devastato dal dolore, finisce per vedere tornare Lélia che lo consola e questa volta cede al suo desiderio. Entrambi trascorrono una notte d'amore inebriante. Ma al mattino presto, mentre camminano vicino a un ruscello su cui passano le gondole, Sténio sente il canto di una voce che non può che essere quella di Lélia. Finisce per notare che Lélia lo ha proprio lasciato e che Pulchérie l'ha sostituita ed è con quest'ultima che ha passato la notte. Fugge pieno di rabbia e disgusto. Sténio indirizza quindi una lettera rabbiosa e piena di rimproveri a Lélia, che si spiega nella risposta: lei non lo disprezza, si accontentava di lasciarlo soddisfare i suoi desideri carnali con qualcuno che potesse amarlo, mentre lei stessa può amarlo solo con purezza e non vuole abbassarsi a dividere il suo letto. Sténio, disperato e amareggiato, indirizza quindi un'ultima lettera a Lélia dove afferma di odiarla e maledirla, e le annuncia che si dedicherà a una vita di piaceri cinici e dissoluti.
Quinta parte. A Palazzo Zinzolina si presenta uno straniero dal volto severo: è Trenmor, che viene a informarsi su Sténio. Il giovane poeta si è abbandonato a una vita di orge: ha esaurito il suo corpo, ora pallido e senza forze, irriconoscibile, e ha sprecato le risorse della mente al punto che il suo genio poetico non è altro che un'ombra di quello che era. Trenmor cerca di allontanare Sténio dal palazzo, dove è esposto alla rivalità degli altri ospiti. Zinzolina cerca di gettarlo tra le braccia di una giovane principessa, Claudia, figlia del principe de' Bambucchi, con la quale avrà un appuntamento. Sténio beve fino a perdere conoscenza. Trenmor lo trascina fuori. Il giovane poeta, al risveglio, va all'incontro, ma ostenta una virtù austera davanti a Claudia a cui fa la morale: Trenmor, commosso, si congratula con lui e crede di riconoscerlo come era prima, ma Sténio dichiara subito di non aver creduto alle sue stesse buone parole. Trenmor allora conduce Sténio in viaggio attraverso luoghi selvaggi, ma Sténio è molto apatico e abulico. Trenmor finisce per condurlo in un monastero tenuto da Camaldolesi. Lì trovano Magnus, che sembra essere tornato in sé, ma è invecchiato prematuramente. Sténio provoca Magnus con il suo scetticismo e la convinzione che il sacerdote non ha fatto altro che fuggire dal suo desiderio di Lélia e non vincerlo con l'aiuto di Dio, poiché ne ha l'apparenza. Trenmor cerca di calmare Sténio e di restituirgli la speranza. Deve partire per un po', ma strappa al poeta la promessa di rimanere in monastero fino al suo ritorno.
In assenza di Trenmor, Sténio sembra poter tornare in vita. Ma, il giorno prima del ritorno di Trenmor, verso sera, Sténio, seduto sull'orlo di un burrone in fondo al quale si estende un lago, costringe Magnus a rivelargli se ha davvero vinto il suo desiderio per Lélia. Il prete finisce per confessare che in realtà è solo fuggito. Sténio poi pronuncia una lunga diatriba lamentosa, nei suoi ultimi sfoghi poetici e filosofici: evoca la figura di Don Giovanni, la cui storia lo ha ingannato facendogli credere alla possibilità di una vita di seduzioni e di piaceri in cui ha fallito. Sténio finisce per congedare il prete, che torna nella sua cella. Perseguitato da incubi, Magnus non chiude occhio per tutta la notte. Al mattino, tornato sulla riva del lago, trova nella sabbia un'iscrizione di Sténio e impronte che mostrano che il poeta si è suicidato durante la notte: il cadavere dell'annegato giace ora nel lago. Alcuni pastori riportano al monastero Sténio morto e Magnus stordito. Quest'ultimo subisce i rimproveri del suo superiore. Nel frattempo, Trenmor, accompagnato da Lélia, sta per giungere al monastero, ma un incidente della carrozza a cavalli causa una grave ferita a Trenmor, che deve trattenersi indietro, ma manda Lélia a ritrovare Sténio il più presto possibile. Lélia arriva troppo tardi. La sera, si ritira in raccoglimento sul cadavere di Sténio e monologa con questo: gli perdona le sue maledizioni e cerca di spiegarsi accanto all'anima del morto. Magnus, che non è lontano da lì, la divora con gli occhi e finisce per avvicinarsi a lei. Lélia gli fa una lezione sul fatto che voleva essere un prete senza averne la forza, ma che il suo stato di abbandono è tale che presto troverà riposo nella morte. Magnus, ancora una volta pazzo di desiderio, strangola Lélia, poi scappa via urlando quando comprende di aver compiuto un crimine. Sténio è sepolto fuori dalla terra consacrata perché il suicidio è una grave colpa per la religione cattolica, mentre Lélia è sepolta sulla sponda opposta. Trenmor arriva poco dopo e medita tristemente vicino alle due tombe, dalle quali emergono di notte luci che sembrano incontrarsi fino all'alba. Rimasto solo, Trenmor riprende tristemente il suo vagabondare.

## Riassunto della versione del 1839

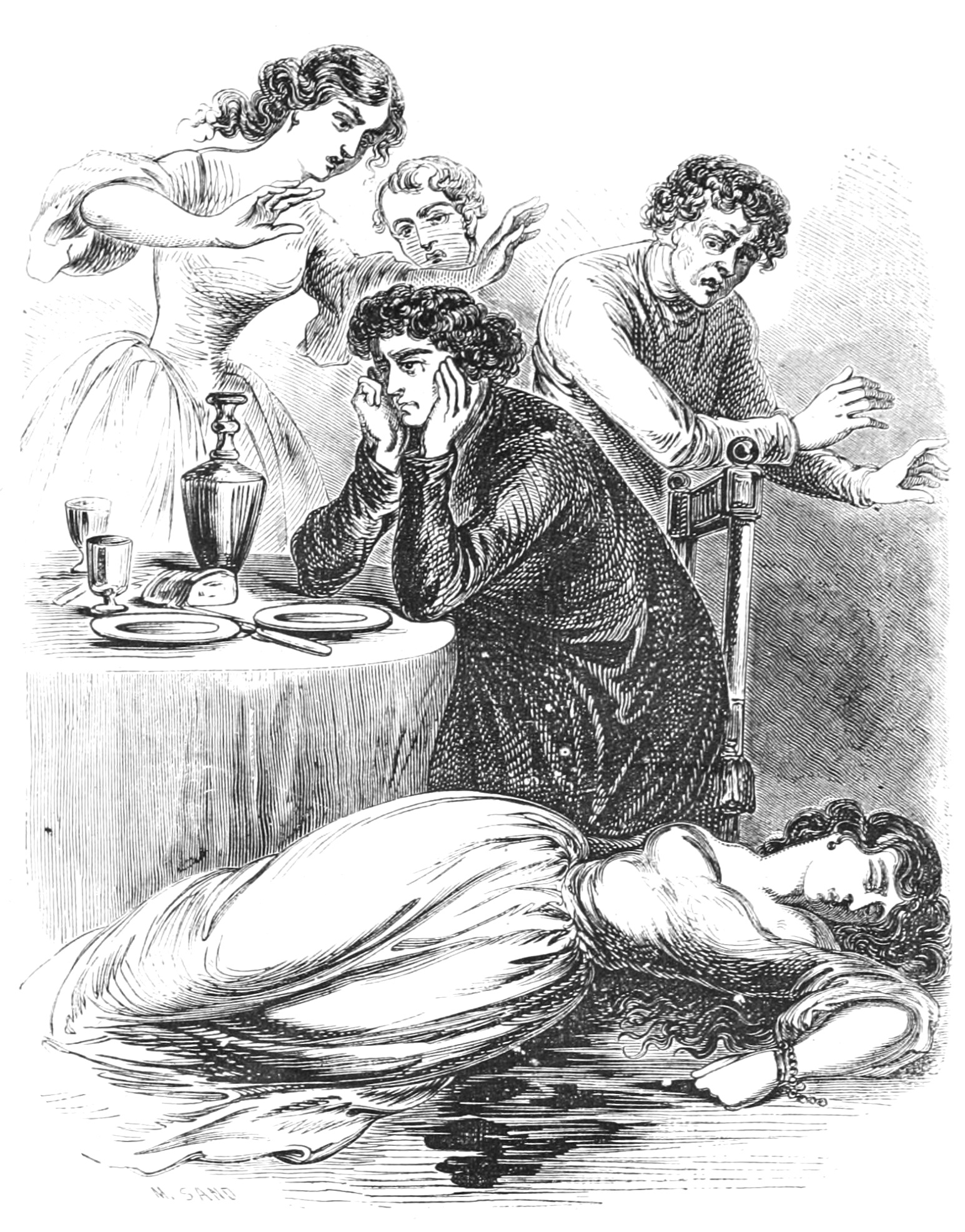
Trenmor dopo l'omicidio della Mantovana. Disegno di Maurice Sand in una ristampa del 1867.

La versione rivista, pubblicata nel 1839, inizia allo stesso modo di quella del 1833. La storia personale di Trenmor è stata modificata: è un ex uomo d'azione, non ha passione per il gioco d'azzardo e la sua permanenza in carcere è dovuta all'omicidio della sua amante, Mantovana. Trenmor successivamente appare come un pentito molto credente. Le circostanze della vita di Lélia sono un po' precisate: è di origine spagnola. Un passaggio aggiunto nella prima parte racconta un incontro di Sténio con uno dei suoi amici, Edméo, che consegnò a Lélia una lettera proveniente da Valmarina. La storia continua senza grandi cambiamenti nella seconda parte. Nella terza parte, quando Lélia racconta il suo passato, ci sono domande meno audaci nella loro messa in discussione di religione e moralità. La quarta parte è stata modificata e ampliata: vediamo Lélia parlare con Valmarina, oralmente e per lettera, durante i suoi dubbi metafisici. Lélia va poi al monastero camaldolese.
Nella quinta parte, Trenmor trae Sténio da una vita di orge (come fece nella versione del 1833), ma non lo porta direttamente ai Camaldolesi, bensì da Valmarina, dove Sténio partecipa a una riunione di cospiratori rivoluzionari di cui Valmarina è a capo. Sténio si unisce al gruppo, dove trova Edméo. Poco dopo, Sténio trova Trenmor sulla cui testa è messa una taglia e vuole aiutarlo, ma l'uomo gli confida che ha un rifugio dove nascondersi non lontano da lì. Entrambi vanno ai Camaldolesi, dove trovano Magnus che Sténio provoca come nella versione del 1833. Sténio, in preda al dubbio, lascia il monastero e trova Pulchérie, che gli dice che Lélia è morta: egli finge di dubitarne ma la sua mente ne risente. Sténio si ritira un po' e ritrova l'ispirazione. Pulchérie gli dice che la figlia del principe de' Bambucchi, Claudia, si è ritirata ai Camaldolesi dopo il suo colloquio con lui. Sténio ha la fantasia di travestirsi da donna per presentarsi a Claudia. Ma andando a trovarla, crede di vedere Lélia, si spaventa e fugge. Si rifugia al mattino con Magnus, convinto anche lui che Lélia sia morta; Trenmor, che li incontra, li rimprovera per il modo in cui parlano di lei, ma non riesce a convincerli. La salute mentale di Sténio si sta indebolendo. Qualche tempo dopo, Trenmor e il poeta assistono all'intronizzazione di un novizio tra i Camaldolesi: riconoscono con stupore Lélia che ha ripreso la fede in Dio, e Sténio sviene.
Quindi inizia una sesta parte completamente nuova. Alla morte della badessa dei Camaldolesi, Lélia diventa badessa del convento, sotto il nome di Anunziata, con l'aiuto di un cardinale con cui corrisponde. Lélia scrive a Trenmor e a Pulchérie: sembra aver ritrovato la serenità. Sténio, partito per il Nord, era tornato a una vita di piaceri ed era riuscito ad arricchirsi. Quando torna nel suo paese presso i camaldolesi, è colpito dal cambiamento operato dai monaci e dalla badessa Lélia. Trova Pulchérie altrettanto religiosa e la prende in giro. Infuriato e beffardo di fronte a questi cambiamenti, Sténio si traveste da donna ed entra in convento per provocare Lélia lì con parole piene di dubbio e cinismo. Lélia risponde condannando il modo di vivere di Sténio e la figura di Don Juan che lo ispira. Sténio, sconfitto, scappa discretamente. Rimane determinato a mettere sotto scacco Lélia. Alla fine riesce a entrare nella sua cella. Una lunga conversazione con Lélia lo turba e se ne va di nuovo. Nei mesi successivi, Sténio è sopraffatto dalla tristezza e finisce per suicidarsi. Lélia medita vicino al suo corpo, osservata da Magnus, che le si accosta. Castiga i suoi desideri colpevoli e lo convince a rendere gli ultimi onori a Sténio. Qualche tempo dopo, il cardinale amico di Lélia impazzisce e muore. L'Inquisizione accusa la badessa Lélia di aver mantenuto una relazione con il cardinale defunto e scoppia uno scandalo. Lélia scopre che l'uomo che ha orchestrato la questione non è altri che Magnus. Spogliata del suo incarico, Lélia è relegata in una certosa. Dopo un'ultima conversazione filosofica e mistica con Trenmor, Lélia muore e viene sepolta davanti a Sténio. Trenmor riprende il suo vagabondare.

## Sviluppo del romanzo

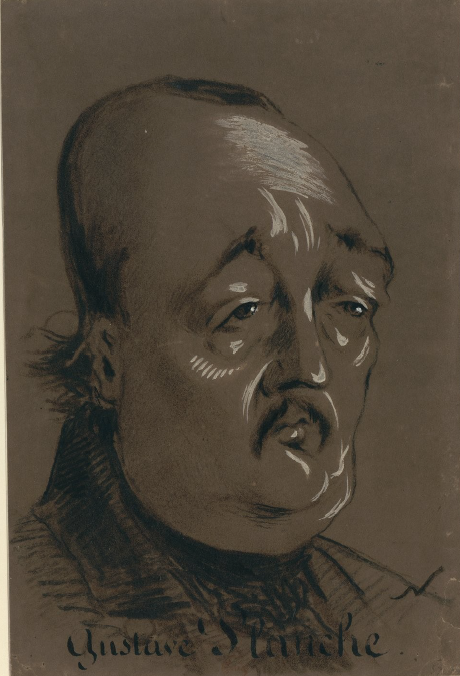
Gustave Planche messo in caricatura da Nadar negli anni '50 dell'Ottocento. Biblioteca nazionale di Francia.

La prima idea di Lélia appare in un racconto scritto da George Sand tra l'ottobre e il dicembre 1832 e destinato alla Revue des Deux Mondes, dove è in contatto con François Buloz. Il testo del racconto non è stato conservato, ma sappiamo dalla corrispondenza di Sand che si chiamava Trenmor, che dava il ruolo principale al personaggio del giocatore pentito, e che Lélia e Sténio sembravano già apparire lì, ma a quanto pare non Magnus. Buloz rifiuta la novella, come dimostra una lettera del suo amico Gustave Planche il 18 dicembre 1832, che contiene anche tutto ciò che sappiamo su questo testo. Si tratta di posticipare la possibile pubblicazione di Trenmor dopo quella di un'altra novella non ancora scritta da Sand. Finalmente, dalla fine di dicembre 1832, Sand decide di rivedere il racconto per farne un romanzo in cui Lélia e Sténio interpretano i ruoli principali, un romanzo che vuole pubblicare altrove: perciò ha firmato un contratto con l'editore Dupuy nel gennaio 1833
Le fasi dell'ideazione e della scrittura del romanzo non sono note in dettaglio. Sembra che George Sand abbia discusso più volte delle sue idee con l'amico Gustave Planche. Nel marzo 1833 lesse un capitolo all'amico scrittore e critico letterario Sainte-Beuve, che le scrisse il giorno successivo un parere molto favorevole con alcune riserve. Il manoscritto del primo volume sembra essere stato steso rapidamente (febbraio 1833), dopodiché il secondo volume ha richiesto più tempo e viene completato a giugno 1833. Per George Sand è un periodo complicato e tempestoso: i suoi rapporti con il marito sono peggiorati, la sua vita sentimentale va male, e la sua corrispondenza mostra uno stato d'animo tra i più oscuri. Un estratto da Lélia appare nella Revue des deux Mondes il 15 maggio 1833 (leggi), con un'introduzione ritenuta di Gustave Planche. Il libro stesso appare con Dupuy in due volumi il 31 luglio 1833.

## Ricezione critica della versione del 1833
Non appena è stato pubblicato, il romanzo ha suscitato reazioni estremamente chiare, la maggior parte delle quali violentemente negative. Solo pochi critici scrissero articoli favorevoli al romanzo. L'articolo della Revue de Paris del 15 agosto 1833 mette in evidenza l'originalità formale del libro: «È un romanzo? non è piuttosto un poema? È quel che si chiama un romanzo psicologico? Quale passione allora in questo sogno! Quale passione in questo stile! Se questo è un romanzo, è un bel romanzo, ora ideale, ora sensuale; se è un poema, allora è un bel poema, ora infernale, ora celeste.» L'articolo evoca ulteriormente un'«opera interamente byroniana» e assicura che «il successo letterario di Lélia non è dubbio». Gustave Planche, amico di George Sand, ha dedicato al romanzo un lungo articolo riflessivo nella Revue des Deux Mondes del 15 agosto 1833 e insiste sull'aspetto intellettuale del romanzo, che, secondo lui, raffigura meno personaggi che tipi: «Lélia non è la storia ingegnosa di un'avventura o lo sviluppo drammatico di una passione. È il pensiero del secolo su di sé, è il compianto di una società prossima a morire che, dopo aver negato Dio e la verità, dopo aver disertato le chiese e le scuole, si aggrappa al cuore e gli dice che i suoi sogni sono delle follie.» Più cauto, un articolo pubblicato sul Journal général de la littérature française: «Questa pubblicazione non è un romanzo in sé. Non ne ha che la forma. [...] È un trattato di filosofia e di morale del tutto particolari, nascoste sotto gradevoli apparenze», pur riconoscendo l'originalità del libro che è «al di fuori di tutto ciò che è stato pubblicato qui in questo genere».

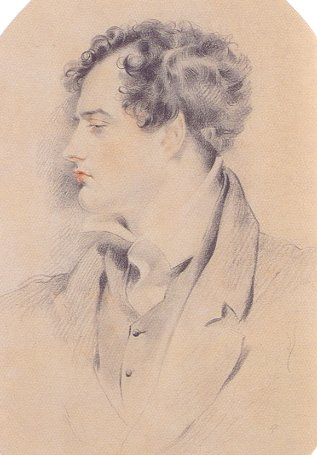
George Gordon Byron di George Harlow, disegno, circa 1816. Lélia ha ricordato a diversi lettori le opere del poeta britannico.

Il famoso critico letterario Sainte-Beuve attende la fine di settembre per formulare in Le National del 29 settembre 1833 un giudizio sfumato, ma abbastanza favorevole sul romanzo, da costituire un importante supporto per George Sand. Inizia l'articolo con una lunga introduzione in cui mette in evidenza il proliferare delle romanziere (cosa ancora rara ai suoi tempi) e il loro impegno nel denunciare l'ingiustizia della condizione sociale delle donne, che gli sembra un'ottima cosa, non che lui creda le donne capaci di eguagliare gli uomini nel talento letterario («il genere non diventerà mai una massa di autrici, lo speriamo»), ma perché crede che tali libri possano far progredire la società verso un mondo in cui «la donna potrà provvedere a se stessa, contando su meno adorazione e più stima». Poi saluta George Sand come «la più eloquente, la più audace, la prima in assoluto per talento» tra queste autrici e mette in evidenza «lo spirito di rivolta contro la società» che si rifletteva già in Indiana e in Valentine, ma esplode «con tutta la sua energia e pienezza in Lélia, un'opera lirica e filosofica». Affrontando poi il problema della moralità del romanzo, lo critica per non aver portato a «una soluzione moralmente felice» perché «il respiro generale del libro è un soffio di rabbia; e per mitigarlo non resta che lo stoicismo glaciale di Trenmor». Secondo lui, questo spiega l'accoglienza riservata al romanzo: «un'opera così piena di potenza e spesso di grazia, ma in cui non alita un vento refrigeratore, apparsa più straordinaria che bella, e spaventosa piuttosto che incantevole per coloro che la ammirano nella fede del loro cuore.» Critica inoltre Sand per non aver rispettato abbastanza la verosimiglianza e per essersi avvicinata troppo a Byron, dando più in poesia e simbolismo che in una sequenza di scene minuziosamente credibili (critica in particolare il fatto che Trenmor sia stato condannato ad anni di carcere per una semplice truffa così come la scena in cui Lélia, malata di colera, riesce ancora a discutere). Riconosce tuttavia che «questo miscuglio di reale e impossibile« è «quasi inevitabile in un romanzo-poema». Egli ammira anche la «rara facoltà di stile» e la «variegata fonte di sviluppo» in cui il libro si svolge. La sua conclusione rimane generalmente favorevole: «Lélia, con i suoi difetti ed eccessi, è un libro che meritava moltissimo di osare. Se il rumore del momento sembra contrario al libro, il fragore stesso di questo rumore è prova dell'l'audacia dell'impresa». Tuttavia, si è detto più favorevole a opere future con un tono più pacifico, come il racconto Lavinia.
Nonostante questi pochi appoggi, l'accoglienza riservata a Lélia nel 1833 è nel complesso violentemente sfavorevole. In La France littéraire, Alfred des Essarts formula numerose critiche e conclude: «questo libro mi sembra pericoloso, non perché rovini alcune idee moderne esistenti e dominanti (cosa significa il nostro sistema del giorno?), ma perché non prepara nulla.» Una delle critiche più violente compare in L'Europe littéraire del 9 e 22 agosto 1833, scritta da Capo de Feuillide, che dedica quattro pagine a un reportage incendiario basato su un riassunto che distorce con malafede trama e personaggi. Secondo lui, Lélia è un libro ridicolo: lo colloca nella tradizione di Obermann di Étienne Pivert de Senancour, ma anche un libro «che puzza di fango e prostituzione». In particolare consiglia: «Il giorno in cui apri Lélia, chiuditi nel tuo armadietto per non contaminare nessuno. Se avete una figlia di cui volete che l'anima resti pura e semplice, mandatela a giocare nei campi.» L'articolo portò persino Gustave Planche a sfidare Capo de Feuillide a duello, cosa che fece scorrere ancora più inchiostro sul romanzo.
Conosciamo l'opinione di diversi scrittori contemporanei di Sand su Lélia. George Sand invia una copia del libro a Chateaubriand chiedendo la sua opinione: lo scrittore risponde esprimendo «un'ammirazione che la lettura di Lélia ha prodigiosamente accresciuta» e aggiunge: «Vivrete, signora, e sarete il Lord Byron di Francia». Anche Alfred de Musset apprezza molto il romanzo: «Ci sono, in Lélia, decine di pagine che vanno dritte al cuore, francamente, vigorosamente, belle come quelle di René o Lara. Ecco George Sand; altrimenti sareste stata una donna come tante, a scrivere libri.» Tra gli oppositori di Lélia c'è lo scrittore controrivoluzionario Pierre-Simon Ballanche, la cui corrispondenza con Madame d'Hautefeuille mostra di detestare il romanzo di Sand, al quale rimprovera un pensiero vicino al sansimonismo e alle nuove idee sociali che considera esecrabili. Jules Amédée Barbey d'Aurevilly giudica il romanzo «pessimo in tutto, quanto all'idea […] Sténio è un imbecille, Magnus un pazzo senza grandezza, Pulchérie una puttana senza verve e Lélia un'impossibilità.»
La Chiesa cattolica considera il romanzo una lettura perniciosa: Lélia è inserita nell'Indice.
Lo scandalo stimola le vendite: Lélia è stato pubblicato da Dupuy il 31 luglio 1833 in due volumi stampati in 1500 copie, che è una grande tiratura per l'epoca. Tuttavia, dal 10 agosto, Dupuy effettua una seconda tiratura (chiamata "seconda edizione") in 500 copie. Gli avversari di Lélia non possono ignorare questo successo commerciale: affermano poi che si tratta solo di un effetto moda e che Lélia sarà presto dimenticato. «L'era della signora Sand sta volgendo al termine» scrive Ballanche a Madame d'Hautefeuille nel 1836, dieci anni prima di La palude del diavolo.

## Ricezione critica della versione del 1839

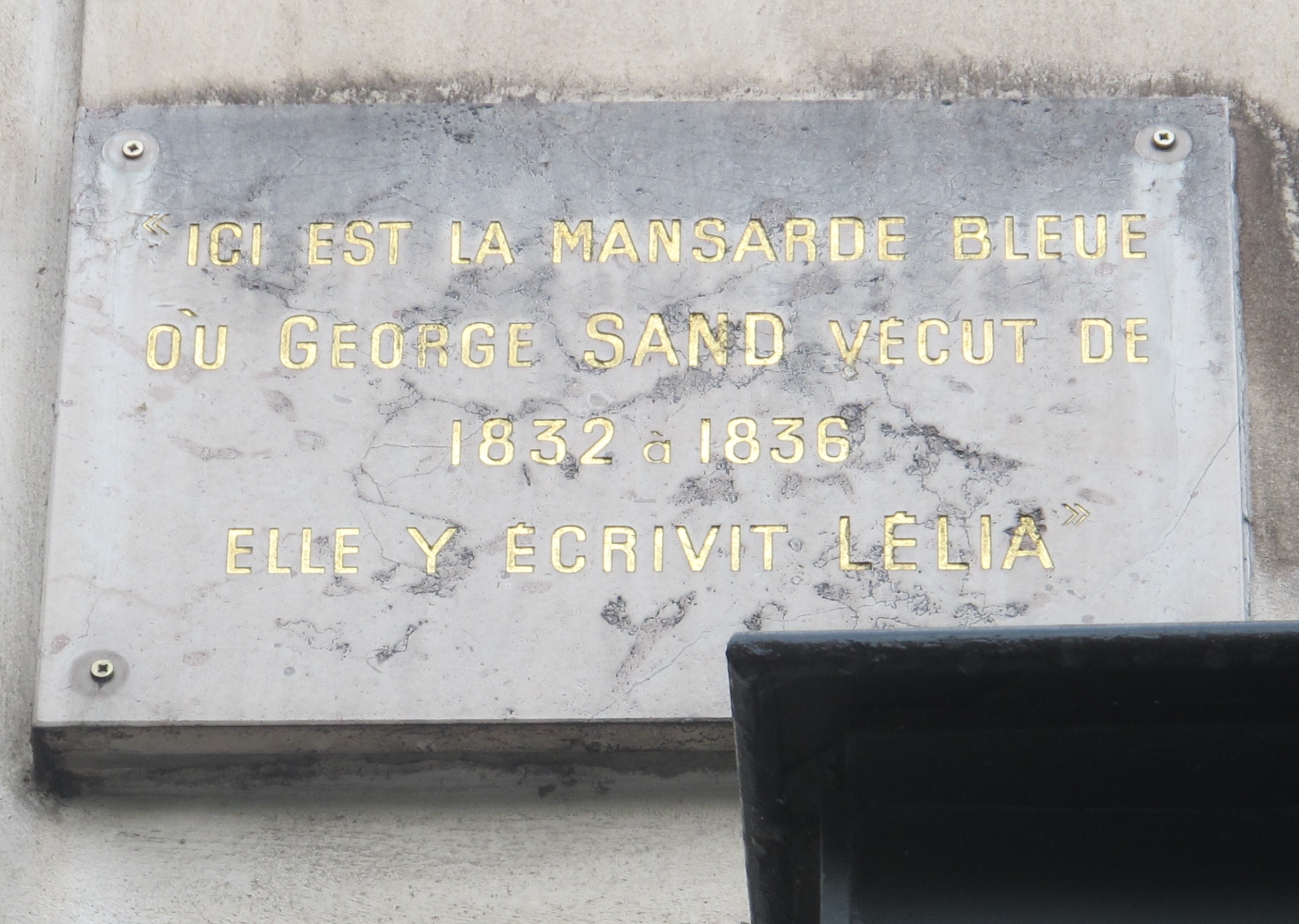
Targa al 19 quai Malaquais, dove George Sand scrisse Lélia.

Nel 1839, la seconda versione di Lélia non ottiene lo stesso successo della precedente: il libro viene stampato in 1500 copie e, alla fine dell'aprile 1842, ne sono state vendute meno di 500.

## Analisi
Diversi aspetti del romanzo sono all'origine delle reazioni virulente suscitate dalla sua prima pubblicazione nel 1833. Il personaggio di Lélia è particolarmente sconvolgente per l'epoca, perché si tratta di una giovane donna senza legami (sembra non avere né genitori, né marito, né famiglia a parte la sorella), la quale parla con intelligenza, eloquenza e con grande libertà a proposito delle sue domande filosofiche e morali, dei suoi dubbi in materia di religione, e anche della sua insoddisfazione sessuale, che evoca attraverso diversi eufemismi (mancanza di potere, paralisi corporea, freddezza, disordine generalizzato), quella che oggi si chiamerebbe frigidità. Tutto l'insieme però è anche un mezzo per criticare l'egoismo degli uomini in materia di sessualità. La questione dell'insoddisfazione sessuale, che non è centrale nel romanzo, si prende un'attenzione sproporzionata da parte della critica Un altro aspetto divisivo in Lélia è l'influenza visibile esercitata su Sand da idee progressiste come quelle di Henri de Saint-Simon.
Nella prima parte del romanzo, Lélia prende il colera. Questa è un'allusione a una vera e propria epidemia di colera avvenuta a Parigi nel 1832, poco prima che il romanzo fosse scritto

## Posterità

### Storia editoriale dopo la morte di George Sand
Il romanzo Lélia è stato ripubblicato da Garnier dopo la seconda guerra mondiale, ma era fuori catalogo dal 1974 e non è stato ristampato in occasione del centenario della morte della Sand nel 1976. Il romanzo è stato pubblicato in edizione critica nel 1960 da Pierre Reboul, che presenta il testo della versione del 1833 nonché i capitoli modificati o aggiunti nel 1839. Questa edizione è stata leggermente aggiornata nel 1985 e ristampata in modo identico per il bicentenario della nascita di Sand nel 2004. Nel frattempo, questa edizione ha suscitato critiche a causa del pregiudizio sfavorevole e sessista nei confronti di Sand nella sua introduzione e nelle note. Nel 1987-1988, una nuova edizione critica prodotta da Béatrice Didier è apparsa in due volumi alle edizioni Aurore, in una raccolta di opere complete di Sand diretta da Jean Courrier; adotta il testo dell'edizione del 1839.

### Omaggi nelle arti
Eugène Delacroix, grande amico dell'autrice, le offrì un pastello che rappresentava Lélia, diventata una badessa piangente sul corpo del poeta Sténio (coll. Museo della Vita Romantica, Parigi).

## Edizioni
- Edizione del 1833: (FR) George Sand, Lélia, 2 tomi, H. Dupuy (Paris), 1833.